# Diocesi di Coropisso
La diocesi di Coropisso (in latino Dioecesis Coropissena) è una sede soppressa del patriarcato di Antiochia e una sede titolare della Chiesa cattolica.

## Storia
Coropisso, identificabile con il villaggio di Dağpazarı, nel distretto di Mut in Turchia, è un'antica sede episcopale della provincia romana di Isauria nella diocesi civile d'Oriente. Faceva parte del patriarcato di Antiochia ed era suffraganea dell'arcidiocesi di Seleucia.
Michel Le Quien, nell'opera Oriens Christianus, menziona la ecclesia Zoropassae, il cui unico vescovo conosciuto, Anteno (o Ateneo), presente al primo concilio di Nicea nel 325, è censito tra i vescovi dell'Isauria come episcopus Zoropassenus, vel Coropassius seu Carpissus. Alcune iscrizioni in mosaico scoperti a Dağpazarı hanno restituio i nome dei vescovi Elpidio e Longino. La diocesi dovette scomparire ben presto, perché non appare in nessuna antica Notitia Episcopatuum.
Dal 1933 Coropisso è annoverata tra le sedi vescovili titolari della Chiesa cattolica; la sede è vacante dal 16 dicembre 1991.

## Cronotassi

### Vescovi greci
- Anteno (o Ateneo) † (menzionato nel 325)
- Elpidio † (inizio del V secolo)
- Longino † (seconda metà del V secolo)

### Vescovi titolari
- Léon-Adolphe Messmer, O.F.M.Cap. † (8 marzo 1951 - 14 settembre 1955 nominato vescovo di Ambanja)
- Argimiro Álvaro García Rodríguez, O.F.M.Cap. † (19 dicembre 1955 - 16 dicembre 1991 deceduto)